# Bachia micromela
Bachia micromela là một loài thằn lằn trong họ Gymnophthalmidae. Loài này được Rodrigues, Pavan & Curcio mô tả khoa học đầu tiên năm 2007.